# Țîkiv, Busk
Țîkiv (în ucraineană Циків) este un sat în așezarea urbană Olesko din raionul Busk, regiunea Liov, Ucraina.

## Demografie
Componența lingvistică a localității Țîkiv
     Ucraineană (100%)
Conform recensământului din 2001, toată populația localității Țîkiv era vorbitoare de ucraineană (100%).